# Interstate 575
Pour les articles homonymes, voir Route 575.
L'Interstate 575 (I-575) est une autoroute auxiliaire de Géorgie. 
Elle débute à l'I-75 à Kennesaw et relie la région métropolitaine d'Atlanta et les montagnes du nord de la Géorgie. Elle mesure 30,97 miles (49,84 km). Elle est également nommée la Phillip M. Landrum Memorial Highway en honneur de Phillip M. Landrum (1907–1990), un représentant de la Géorgie. Elle forme un multiplex sur tout son parcours avec la SR 5.

## Description du tracé
Pour la presque totalité de son tracé, l'I-575 compte deux voies dans chaque direction. Chaque direction a une voie réservée aux véhicules lents pour monter des collines plus abruptes (miles 12 à 13 en direction nord et miles 10 à 9 en direction sud).
L'I-575 traverse la Little River entre Woodstock et Holly Springs et compte quatre ponts au-dessus de la Etowah River au nord-est de Canton.
L'autoroute poursuit son trajet vers le nord et contourne Canton par l'est. Elle se poursuit jusqu'à Ball Ground et se terminera au nord de la ville lorsqu'elle rencontrera la SR 372.

## Liste des sorties
| Interstate 575                            |                             |       |       |        | | |
| Comté                                     | Municipalité                | mi    | km    | Sortie | Intersections / Destinations                                                                            | Notes |
| Cobb                                      |                             | 0,00  | 0,00  |        | I-75 sud / SR 5 (en) sud – Marietta, Atlanta                                                            | Terminus sud; sortie direction sud, entrée direction nord; sortie 268 de l'I-75; terminus sud du multiplex avec SR 5 |
| Cobb                                      |                             | 1,02  | 1,64  | 1      | SR 5 Conn (en) (Barrett Parkway) vers I-75 nord / US 41 / SR 3 (en) (Cobb Parkway) – Marietta, Kennesaw | |
| Cobb                                      |                             | 2,67  | 4,30  | 3      | Chastain Road                                                                                           | Accès depuis I-575 sud vers I-75 nord et I-75 sud vers I-575 nord                                                    |
| Cobb                                      |                             | 3,86  | 6,21  | 4      | SR 205 (en) (Bells Ferry Road) – Marietta, Kennesaw                                                     | |
| Cherokee                                  | Woodstock                   | 6,70  | 10,78 | 7      | SR 92 (en) (Alabama Road) – Woodstock, Roswell, Acworth                                                 | |
| Cherokee                                  | Woodstock                   | 7,92  | 12,75 | 8      | Towne Lake Parkway – Woodstock                                                                          | |
| Cherokee                                  | Woodstock                   | 9,57  | 15,40 | 9      | Ridgewalk Parkway                                                                                       | |
| Cherokee                                  | Holly Springs               | 11,22 | 18,06 | 11     | Sixes Road – Holly Springs                                                                              | |
| Cherokee                                  | Limite Holly Springs–Canton | 14,37 | 23,13 | 14     | Old SR 5 (Canton Road) – Holly Springs                                                                  | |
| Cherokee                                  | Canton                      | 16,73 | 26,92 | 16A    | SR 5 Bus. (en) nord / SR 20 (en) ouest / SR 140 (en) ouest – Canton                                     | Terminus sud du multiplex avec SR 20 et SR 140; indiqué sortie 16A en direction sud et 16 en direction nord          |
| Cherokee                                  | Canton                      | 17,13 | 27,57 | 16B    | SR 140 (en) est (Hickory Flat Highway) – Canton                                                         | Terminus nord du multiplex avec SR 140; indiqué sortie 16B en direction sud et 16 en direction nord                  |
| Cherokee                                  | Canton                      | 18,75 | 30,18 | 19     | SR 20 (en) est (Cumming Highway / Main Street) – Canton, Cumming                                        | Terminus nord du multiplex avec SR 20                                                                                |
| Cherokee                                  | Canton                      | 19,86 | 31,96 | 20     | SR 5 Bus. (en) (Riverstone Parkway, Ball Ground Highway) – Canton, Ball Ground                          | |
| Cherokee                                  |                             | 24,20 | 38,95 | 24     | Airport Drive – Aéroport du comté de Cherokee, Ball Ground                                              | |
| Cherokee                                  | Ball Ground                 | 26,74 | 43,03 | 27     | SR 5 Bus. (en) (Howell Bridge Road) – Ball Ground                                                       | |
| Pickens                                   |                             | 30,47 | 49,04 |        | SR 5 (en) nord / SR 5 Bus. (en) sud / SR 372 (en) sud / SR 515 (en) nord                                | Accès depuis SR 372 nord vers SR 5 nord seulement; intersection; terminus nord du multiplex avec SR 5                |
| - Terminus de multiplex - Accès incomplet |                             |       |       |        | | |